# مسجد ومدرسة شمس أباد
مسجد ومدرسة شمس‌ أباد (بالفارسية: مسجد ومدرسه شمس‌آباد) هو مسجد ومدرسة تاريخي يعود إلى عصر الدولة الصفوية، ويقع في أصفهان.